# Processa pippinae
Processa pippinae is een garnalensoort uit de familie van de Processidae. De wetenschappelijke naam van de soort is voor het eerst geldig gepubliceerd in 1985 door Wicksten & Méndez G..